# Savage Arms
Savage Arms es una compañía de armas ubicada en Westfield, Massachusetts, con operaciones en Canadá. Savage produce diferentes armas largas deportivas, como rifles de cerrojo y escopetas "Stevens". El producto más conocido de la compañía es probablemente el rifle de palanca Savage 99, que ya no está en producción y el cartucho.300 Savage.

## Historia

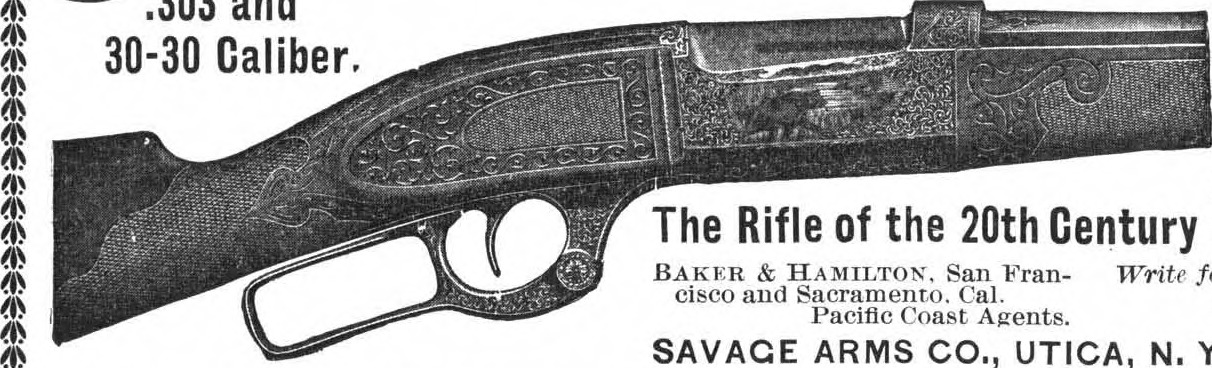
El Savage 99 en la publicación de Scientific American Volumen 85 Número 10 (septiembre 1901)

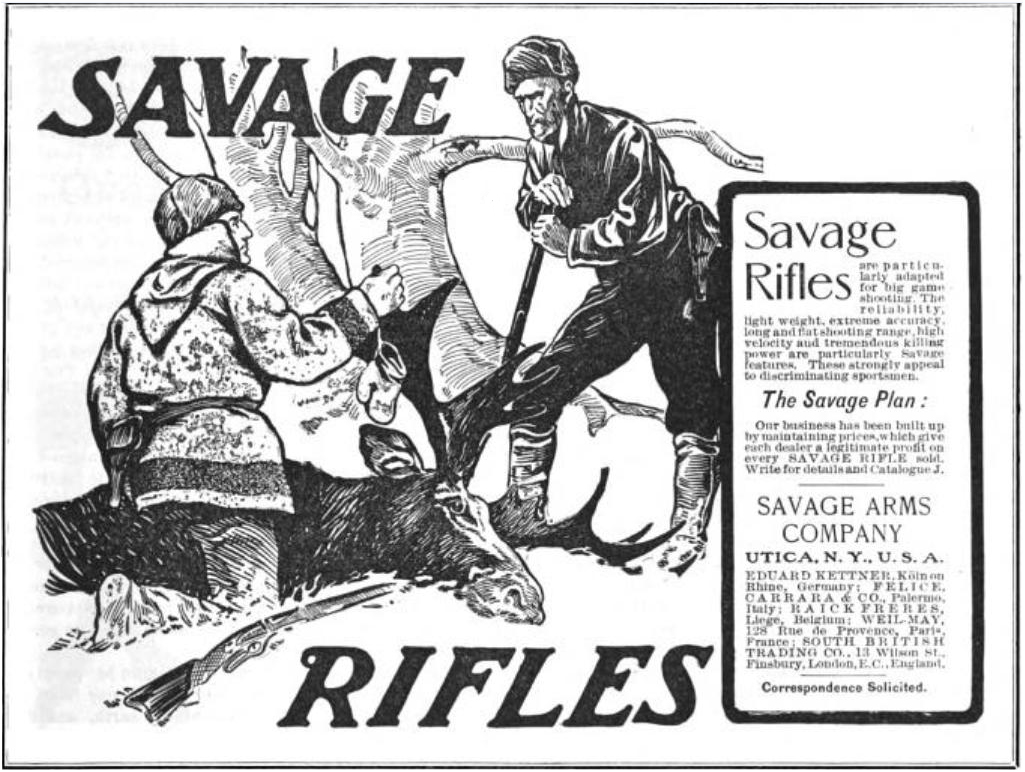
Savage Arms Company - Utica, Nueva York - 1904

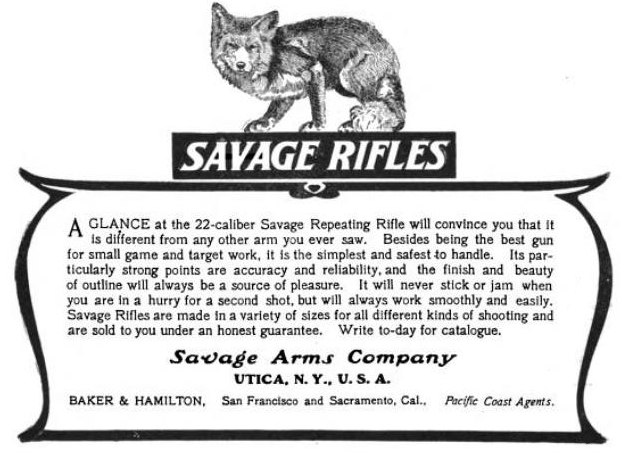
Savage Arms Company - Rifles - Utica, Nueva York - 1904

Savage Arms se fundó en 1894 por Arthur Savage en Utica, Nueva York. En los próximos 20 años ya producían rifles, armas cortas, y munición. Savage Introdujo el primer rifle de palanca sin martillo, el Modelo 1895, derivado delModelo 1892, diseñado para Colt en una licitación fallida para un contrato con el Ejército de EE. UU. que fue ganada por el diseño del Krag–Jørgensen. El Modelo 1895 ganó un contrato en Nueva York para la  Guardia Nacional, pero el contrato estuvo cancelado debido a controversia política.
Savage fue también una de las seis compañías en participar en las pruebas de Ejército de los Estados Unidos para una pistola semiautomática calibre .45 ACP, alcanzando ser uno de los dos finalistas, pero perdiendo ante el diseño de Colt, el cual devendría la pistola M1911. Savage promocionó también una serie de pistolas de bolsillo calibres .32 y .380 para los Modelos 1907, 1915, y 1917 basados en las mismas patentes que su prototipo calibre 45.

## Productos

### Escopetas
Su modelo S1200 es la primera escopeta semiautomática vendida bajo la marca Stevens, que utiliza un sistema de inercia para ciclar los cartuchos. La escopeta S1200 pesa 6.8 libras y se ofrece en opciones de 26 pulgadas y 28 pulgadas de cañón.

### Rifles de Fuego Anular

#### Modelo 64
El Modelo 64 serie es un semiautomático .22 LR el rifle hecho en Lakefield, Ontario, Canadá. Opera en un sencillo blowback acción. Está apuntado hacia empezar shooters, cazadores de juego pequeño, y presupuesto-importado plinking. Es uno  del más popular plinkers en los Estados Unidos debido a exactitud alta, siendo chambered en barato, común, y fácilmente disponible .22 Rifle Largo, y el precio bajo. Es inusual entre semiautomatic 22s, y tradicional (no-bullpup) semiautomatic rifles en general, en aquel  es disponible en una versión zurda cierta (seguridad entregada a la izquierda, cobrando mango, y ejector).

#### A Series
A Series es una familia reciente de rifles semiautomáticos que apuntaron a competir con el Modelo 64.
- A17

- A22

- A22 Magnum

#### Mark II Series

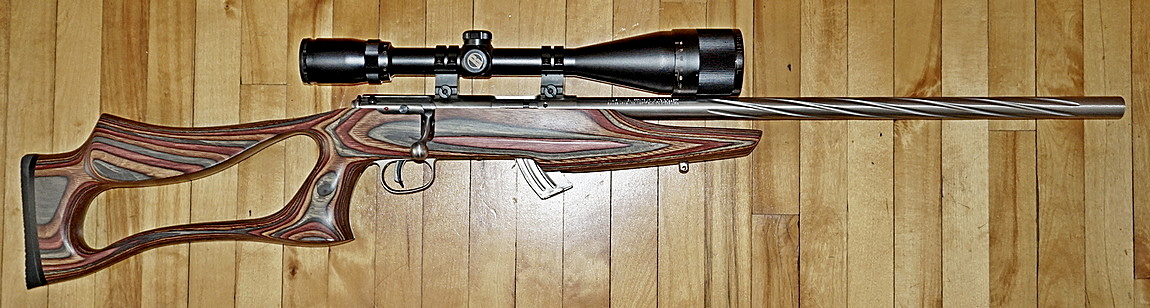
Savage Marca ll BSEV .22lr

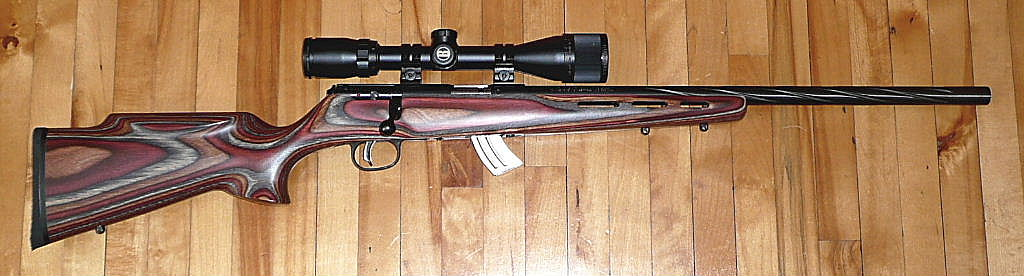
Savage Marca ll BRJ .22lr

#### B Series

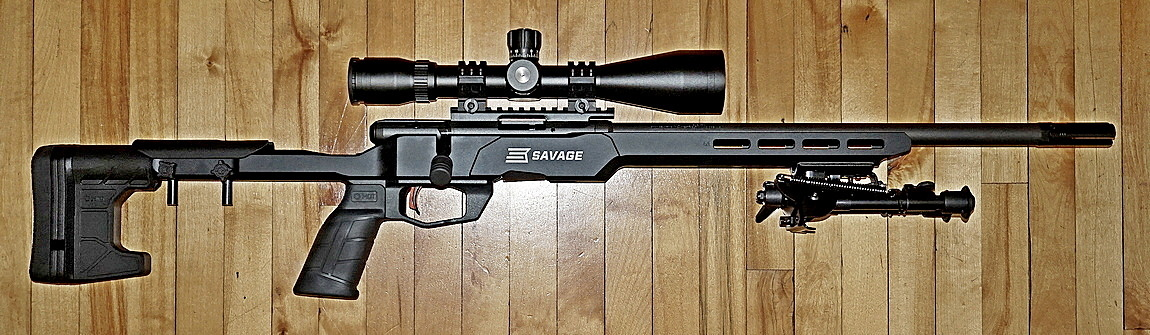
Savage B22 Precisión

El B la serie es una familia nueva de rifles de fuego anular introducida en 2017 en calibres .17 HMR, .22 LR y el .22 WMR.  

### Drillings
En 2016, Savage las armas introdujeron el Modelo 42  recamarado para .22 LR o .22 WMR y cartuchos calibre .410.. El Modelo 42 tiene una culata negra sintética

### Rifles de Cerrojo

#### Modelo 110
El Modelo 110 es un rifle de cerrojo diseñado por Nicholas L. Brewer en 1958 y estuvo patentado en 1963 y a raíz del cese de la producción del Winchester Modelo 70 en EE. UU., se ha vuelto el rifle de cerrojo más antiguo fabricado continuamente en EE. UU..

#### Axis
El Axis es una línea de rifles de cerrojo más económica .

#### Impulso
Un rifle de mecanismo de cerrojo recto completamente ambidiestro que emula los mecanismos de cerrojo recto, populares en Europa.

### Productos Descontinuados
- Escopetas
  - Stevens Modelo 520 Escopetas
  - Stevens Modelo 620 Escopetas
  - Modelo 720
  - Modelo 745
  - Modelo 67
  - Modelo 69
- Rifles
  - Savage Modelo Sporter 23AA
  - Savage Modelo 99
- Pistolas de combinación
  - Savage Modelo 24
- Ametralladoras ligeras
  - M1917 Lewis pistola (2,500 en .30-06 Springfield, 1,050 en .303 británico[7])